# Christoph Hartung (Mediziner)

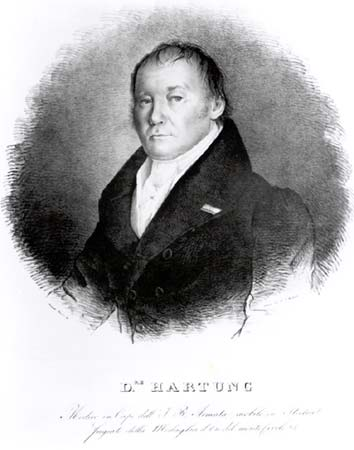
Lithografie von Christoph Hartung, angefertigt 1833 von Angelo Magni, Mailand

Christoph Hartung (* 11. Mai 1779 in Römhild; † 5. Juni 1853 in Baden bei Wien) war ein deutsch-österreichischer Arzt und Wegbereiter der Homöopathie.

## Leben

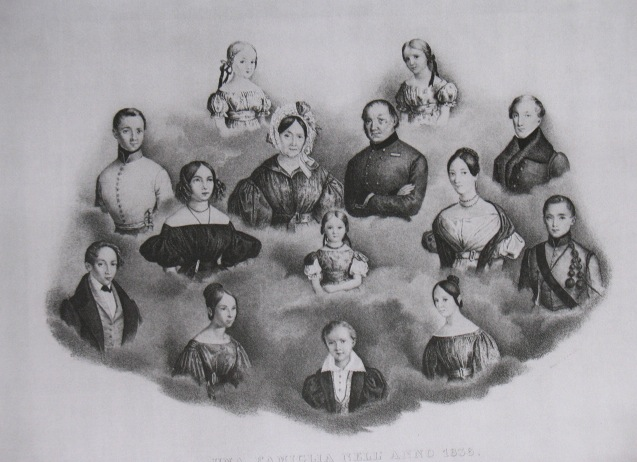
Christoph Hartung im Kreis seiner Familie, eine Lithografie von Angelo Magni, 1836, Mailand

Hartung, aus einer seit Jahrhunderten in Römhild bzw. Westenfeld im südlichen Thüringen ansässigen Familie, aus der auch der Herzogl. Sächs. Meining. Baumeister Johann Caspar Hartung  (1622–1725) stammt, gebürtig, trat 1798 in Wien in den militärärztlichen Dienst der Österreichischen Armee. Von 1798 bis 1800 und von 1810 bis 1812 studierte Christoph Hartung auf Staatskosten an der Kaiserlichen Josephinischen medizin-chirurgischen Militär Akademie Josephinum und wurde am 11. August 1812 promoviert. Die vom Josephinum vorgeschlagene Berufung an den Lehrstuhl für Anatomie lehnte er ab und trat stattdessen in die feld-militärärztliche Laufbahn ein. 1813 wurde er durch Handschreiben Kaiser Franz I. von Österreich bevorzugt befördert. Von 1819 bis 1826 beschäftigte er sich als Schüler von Samuel Hahnemann mit dem Studium der Homöopathie und wurde Mitglied der Hahnemannschen Arzneimittel-Prüfungskommission. Infolge seiner dienstlichen Stellungen brachte er die Homöopathie nach Salzburg, Venetien und in die Lombardei. 1837 wurde er zum Kaiserlich-Königlichen Rat und obersten Militärarzt der Provinzen Lombardei und Venetien ernannt, die die Oberaufsicht über Ärzte und sämtliche Spitäler in dieser Region zur Folge hatte. 1839 war Hartung Mitglied und Vortragender der großen Versammlung des Central-Vereins der deutschen homöopathischen Ärzte in Leipzig. 1841 folgte die europaweit Aufsehen erregende homöopathische Heilung des Feldmarschalls Josef Wenzel Graf Radetzky von Radetz durch Hartung.

Porträtmedaille aus dem Jahr 1843 nach einem Entwurf von Francesco Broggi, Mailand

Für die der Homöopathie erwiesenen Verdienste übersandte Samuel Hahnemann aus Paris Christoph Hartung seine Porträtbüste aus Bronze und seinen Carneol-Ring mit dem Hahnemann’schen Porträt. Die Repräsentanz der Lombardei stiftete Hartungsche Porträtmedaillen in Gold, Silber und Bronze.
Außer Radetzky suchten zahlreiche Mitglieder der Fürstenhäuser, von den Habsburgern über die Herzöge von Melz d’Eryl bis zu den Liechtensteinern, von der ehemaligen französischen Kaiserin Marie Louise von Österreich bis zur Giuditte Turina, des Komponisten Vincenzo Bellini berühmte Muse, von Karl von Birago, dem bekannten Kriegstechniker, bis zum Militärstrategen Feldmarschall Heinrich von Heß Hartungs homöopathische Behandlung.
Hartung, der ein halbes Dutzend Sprachen beherrschte und Träger des Ritterkreuzes des Parma'schen Konstantinordens war, ist der Gründer einer Ärztefamilie, die in den folgenden Jahrhunderten und bis heute in ununterbrochener Folge von sieben Generationen zahlreiche bekannte Mediziner stellte. Seit der Adelung seines Sohnes Erhard trägt sie den Zusatz von Hartungen.

## Schriften
- Homöopathische Heilung der Cholera. Reclam-Verlag, Leipzig 1837.
- Geschichte und Documente der Krankheit und Heilung Sr. Exc. des k. k. Feldmarschalles … Grafen von Radetzky, auf homöopathischem Wege gegenüber den Lügen und Schmähungen Pseudonymer. Dr. Wolf’sche Buchdruckerei, München 1843.
- Memoiren aus dem Leben und Wirken eines Arztes. Augsburg 1848.